# Silviolândia
Silviolândia é um distrito do município brasileiro de Coxim, no estado de Mato Grosso do Sul.
O Distrito de Silviolândia fica apenas cinco quilômetros da cidade de Coxim/MS, com acesso pela Rodovia MS 223, tem uma população estimada em 1.100 habitantes, o distrito é banhado pelo Rio Taquari e o Córrego da Onça.
Na localidade possui muitos ranchos de pesca e lazer, além de estabelecimentos comerciais, tipo bares, mercearias, mercados entre outros, o distrito também conta com uma Escola Municipal de nome Willian Tavares de Oliveira, e um posto de Saúde.